# Lifco
Lifco AB er en svensk producent af tandplejeprodukter, entreprenørmaskiner og systemløsninger. Den blev fraskilt Getinge AB i 1998 og har hovedkvarter i Enköping.